# Mercato Danilovskij
Il mercato Danilovskij (in russo Даниловский рынок?) è un mercato alimentare coperto di Mosca, situato nel quartiere Danilovskij. La struttura è stata completata nel 1986 ed è caratterizzata da una grande cupola in calcestruzzo armato a forma di fiore rovesciato.

## Storia

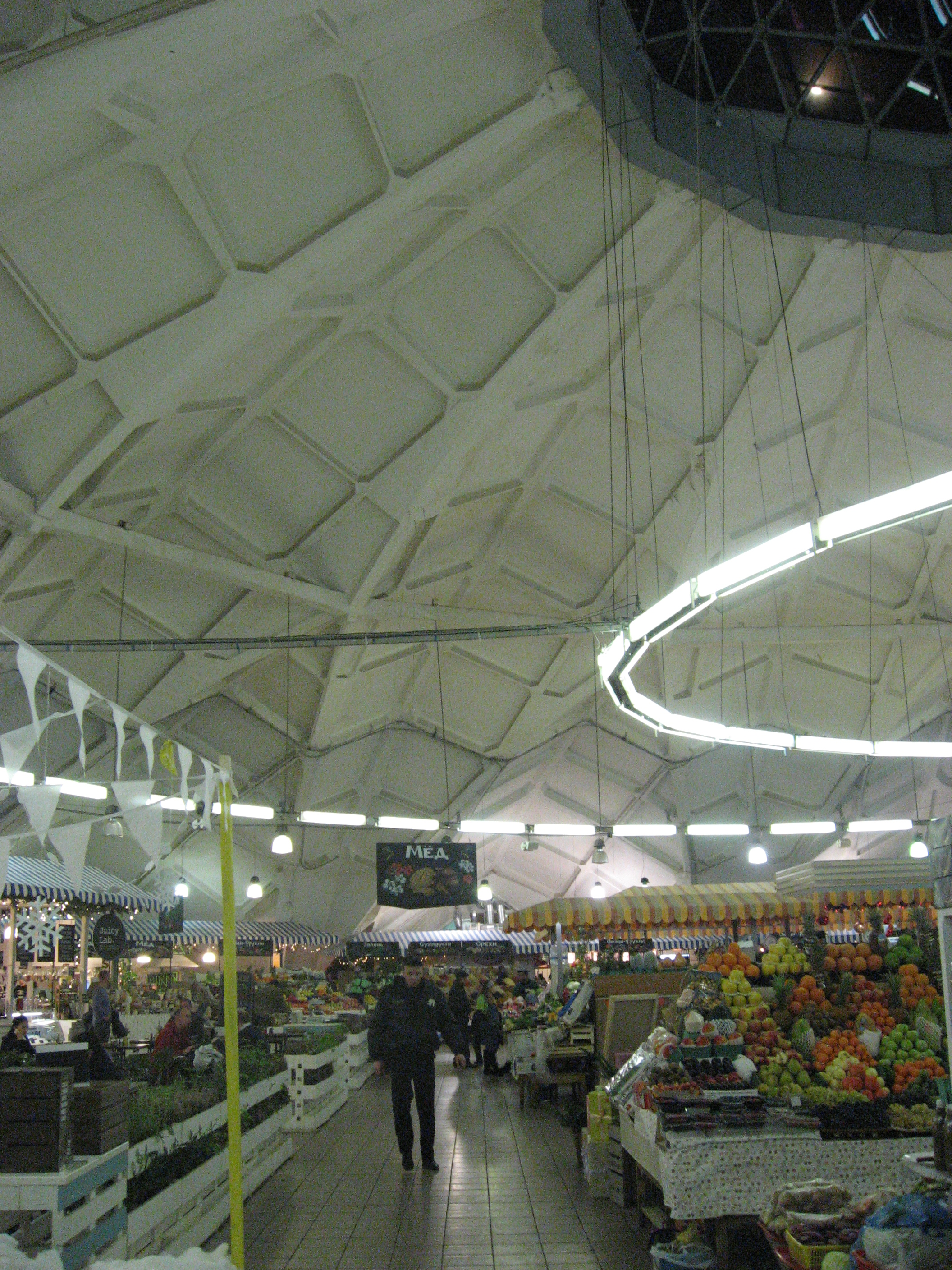
L'interno del mercato nel 2015

Il quartiere Danilovskij a Mosca prende il nome dal monastero Danilov, fondato verso la fine del XIII secolo da Daniele di Russia.  Nel medioevo era comune organizzare dei mercati vicino ai monasteri, ed è probabile che la zona dove oggi sorge il mercato Danilovskij sia stata usata come mercato fin dal XIII o XIV secolo.
Nel 1963, con un'ordinanza del consiglio comunale di Mosca, il mercato, al tempo costituito da bancarelle in legno all'aperto, divenne un mercato agricolo collettivo. A partire dagli anni 1970 si iniziò a pensare di trasformare alcuni degli storici mercati della città, tra cui anche Danilovskij, in mercati coperti, per renderli utilizzabili anche in caso di maltempo e durante l'inverno.
Il progetto del nuovo mercato Danilovskij venne assegnato agli architetti Feliks Novikov e Gavriil Akulov e all'ingegnere Viktor Šablja, il quale aveva già progettato la cupola della Druzhba Multipurpose Arena, impianto sportivo polifunzionale parte del complesso sportivo Luzhniki, costruito in occasione dei Giochi della XXII Olimpiade del 1980. I lavori iniziarono alla metà degli anni '80 e terminarono nel 1986.
Dopo la caduta dell'Unione Sovietica l'edificio ha vissuto alcuni anni di abbandono e carenza di manutenzione. Negli anni 2000 il comune di Mosca ha provato alcune volte a mettere all'asta la struttura, ma le aste sono sempre andate deserte.
 
Nel 2015 il gruppo Ginza, già gestore di diversi ristoranti della capitale russa, ha acquistato il mercato per 425 milioni di rubli, investendo altri 800 milioni di rubli nella ristrutturazione della struttura e nella riorganizzazione degli spazi interni. I lavori sono stati eseguiti a settori in modo da non interrompere l'attività del mercato.
In seguito alla ristrutturazione, terminata nel 2017, il mercato ospita circa 40 bistrot e ristoranti con cucine tipiche di vari paesi, oltre a bancarelle di vendita di prodotti alimentari.

## Descrizione

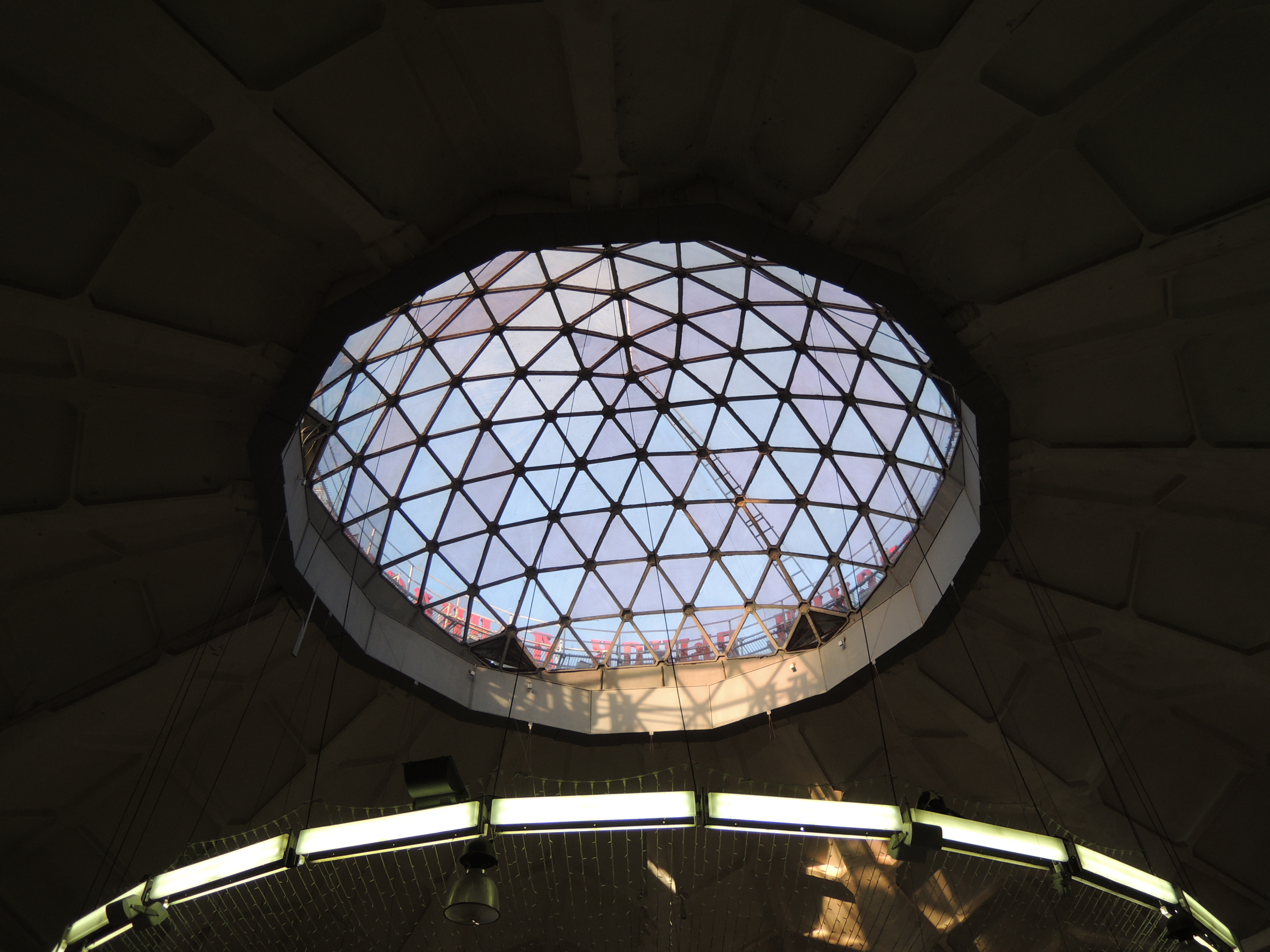
Il lucernaio visto dall'interno

Il mercato è coperto da una grande cupola in calcestruzzo armato la cui forma ricorda un fiore rovesciato con 14 petali. La forma della cupola ricorda quella Druzhba Multipurpose Arena, anch'essa opera dell'ingegnere Viktor Šablja.
La forma della cupola è stata studiata per far sì che neve e ghiaccio scivolino lungo i petali e non si accumulino sopra di essi. Nel punto in cui i petali della cupola toccano terra partono le fondamenta della struttura, che penetrano nel terreno per 8 metri.
Le lastre che compongono la cupola sono state gettate in opera e hanno una elevata resistenza, anche se in alcuni punti il solo spessore è di appena 4 centimetri.
Al centro della cupola, alta complessivamente 16 metri, si trova una cupola geodetica circolare del diametro di 15 metri che fornisce ventilazione e illuminazione all'interno.
Durante la ristrutturazione del 2017 è stata mantenuta la forma originale della cupola, ma è stato realizzato un nuovo strato di copertura in poliuretano con isolamento anticondensa, che fornisce impermeabilizzazione dalle precipitazioni ma permette all'aria calda e all'umidità in eccesso di uscire.
L'interno del mercato è costituito da un unico ambiente open space, all'interno del quale trovano posto gli stand dei punti di ristoro e le bancarelle di vendita di prodotti alimentari. Dall'interno la struttura in calcestruzzo armato della cupola rimane a vista.